# Norshahliza Baharum
Norshahliza Baharum (* 3. März 1987) ist eine malaysische Badmintonspielerin. 

## Karriere
Norshahliza Baharum startete für ihr Heimatland 2004 im Uber Cup und 2006 bei den Asienspielen. 2005 siegte sie bei den Women’s Islamic Games. Bei den India International 2005 wurde sie ebenso Dritte wie bei den Singapur International 2005, den Jakarta International 2006 und den Malaysia International 2007. Bei den Vietnam International 2006 wurde sie Zweite. Siegreich gestalten konnte sie für sich die Iran Fajr International 2008, wo sie in der Damendoppelkonkurrenz erfolgreich war.